# Bogi
Bogi, egentligen Boglárka Dallos-Nyers, född 2 april 1997 i Győr, är en ungersk sångerska.

## Karriär
Bogis talang upptäcktes av managern Tibor Bognár 2012 och 2013 debuterade hon i den ungerska uttagningen till Eurovision Song Contest, A Dal. Hon deltog i A Dal 2013 med låten "Tükörkép" men hon slogs ut redan i tävlingens första omgång. 2014 gör Bogi ett nytt försök att representera Ungern i Eurovision Song Contest med låten "We All". Hon tog sig till finalen av tävlingen.

## Diskografi

### Singlar
- 2012 – "Mesehős"
- 2013 – "Tükörkép"
- 2013 – "Végzet"
- 2013 – "We All"